# Дом Болконского (Ярославль)
Не путать с Домом Болконского в Москве
Дом Болконского — двухэтажный особняк конца XVIII века около Арсенальной башни, на склоне Медведицкого оврага, на Волжской набережной Ярославля (дом 7).
Несмотря на наличие криволинейных контрфорсов по краям мезонина, характерного для архитектуры барокко, здание относят к памятникам провинциального классицизма. Ризалит в центральной части здания акцентирован слабо. Первый этаж — рустованный, над окнами выложены веерные замки. В оформлении мезонина переосмыслен мотив итальянского тройного окна. Отмечается уверенная «композиция, пропорции и прорисовка архитектурных элементов и деталей». Здание хорошо сохранило первоначальную объёмную композицию и скромный, но элегантный фасадный декор. Своеобразие двухэтажному дому придают врезанные в высокую вальмовую крышу Т-образный мезонин, обращённый окнами на главный и боковые фасады. Объёмы мезонина фланкированы декоративными стенками-контрфорсами с вогнутым верхним краем, напоминающими волюты, характерные для барочной архитектуры. Их плавные линии контрастируют с графичностью фасадного декора, смягчают его, придавая мягкость и живописность силуэту здания.
Во время Отечественной войны 1812 года в здании находился госпиталь для раненых офицеров; предположительно здесь умер от ран генерал-лейтенант Николай Тучков. По легенде, этот особняк связан с героем романа «Война и мир» Андреем Болконским, который умирал в вымышленном писателем «доме купца Бронникова» на Волжской набережной. При этом Лев Толстой никогда не был в Ярославле. 
В 1990-е годы памятник архитектуры окончательно обветшал; был отреставрирован в соответствии с историческими описаниями. В реставрации приняла участие бригада альпинистов Виталия Гашина.